# Werner Kiem
Werner Kiem (ur. 30 listopada 1962 w Laces) – włoski biathlonista, brązowy medalista igrzysk olimpijskich i mistrzostw świata.

## Kariera
W Pucharze Świata zadebiutował 6 stycznia 1984 roku w Falun, zajmując 44. miejsce w biegu indywidualnym. Pierwsze punkty zdobył 24 stycznia 1985 roku w Anterselvie, kończąc rywalizację w tej samej konkurencji na 23. miejscu. Nigdy nie stanął na podium indywidualnych zawodów tego cyklu, najwyżej został sklasyfikowany 21 lutego 1986 roku w Oslo, gdzie był piąty w biegu indywidualnym. Najlepsze wyniki osiągnął w sezonie 1987/1988, kiedy zajął 35. miejsce w klasyfikacji generalnej.
W 1986 roku wspólnie z Gottliebem Taschlerem, Johannem Passlerem i Andreasem Zingerle zdobył brązowy medal w sztafecie podczas mistrzostw świata w Oslo. Zajął tam także piąte miejsce w biegu indywidualnym, co było jego najlepszym wynikiem indywidualnym w zawodach tego cyklu. Na rozgrywanych dwa lata później igrzyskach olimpijskich w Calgary reprezentacja Włoch w tym samym składzie ponownie zajęła trzecie miejsce. W biegu indywidualnym zajął tym razem 43. miejsce. Był też między innymi czwarty w sztafecie na mistrzostwach świata w Feistritz w 1989 roku.
W 1986 roku był mistrzem Włoch w sprincie.
Po zakończeniu kariery był między innymi prezesem saneczkarskiego klubu ASV Laces Raiffeisen oraz wiceprezydentem Międzynarodowej Federacji Saneczkarskiej (FIL).

## Osiągnięcia

### Igrzyska olimpijskie
| Rok  | Miejscowość | Konkurencje | Konkurencje | Konkurencje | Konkurencje | Konkurencje | Konkurencje | Konkurencje |
| Rok  | Miejscowość | IN          | SP          | PU          | MS          | RL          | MR          | SR          |
| ---- | ----------- | ----------- | ----------- | ----------- | ----------- | ----------- | ----------- | ----------- |
| 1988 | Calgary     | 43.         | –           | nd.         | nd.         | 3.          | nd.         | –           |

### Mistrzostwa świata
| Rok  | Miejscowość | Konkurencje | Konkurencje | Konkurencje | Konkurencje | Konkurencje | Konkurencje | Konkurencje |
| Rok  | Miejscowość | IN          | SP          | PU          | MS          | RL          | MR          | SR          |
| ---- | ----------- | ----------- | ----------- | ----------- | ----------- | ----------- | ----------- | ----------- |
| 1985 | Ruhpolding  | 30.         | 34.         | nd.         | nd.         | 8.          | nd.         | –           |
| 1986 | Oslo        | 5.          | –           | nd.         | nd.         | 3.          | nd.         | –           |
| 1987 | Lake Placid | 20.         | –           | nd.         | nd.         | 8.          | nd.         | –           |
| 1989 | Feistritz   | –           | –           | nd.         | nd.         | 4.          | nd.         | –           |

### Puchar Świata
| Sezon     | Miejsce |
| --------- | ------- |
| 1983/1984 | -       |
| 1984/1985 | 45.     |
| 1985/1986 | 38.     |
| 1986/1987 | 40.     |
| 1987/1988 | 35.     |
| 1988/1989 | 45.     |

#### Miejsca na podium chronologicznie
Kiem nigdy nie stanął na podium indywidualnych zawodów PŚ.